# Sipalolasma ophiriensis
Sipalolasma ophiriensis is een spinnensoort uit de familie Barychelidae. De soort komt voor in Maleisië.